# Kirche des Heiligen Josef (Fratelia)

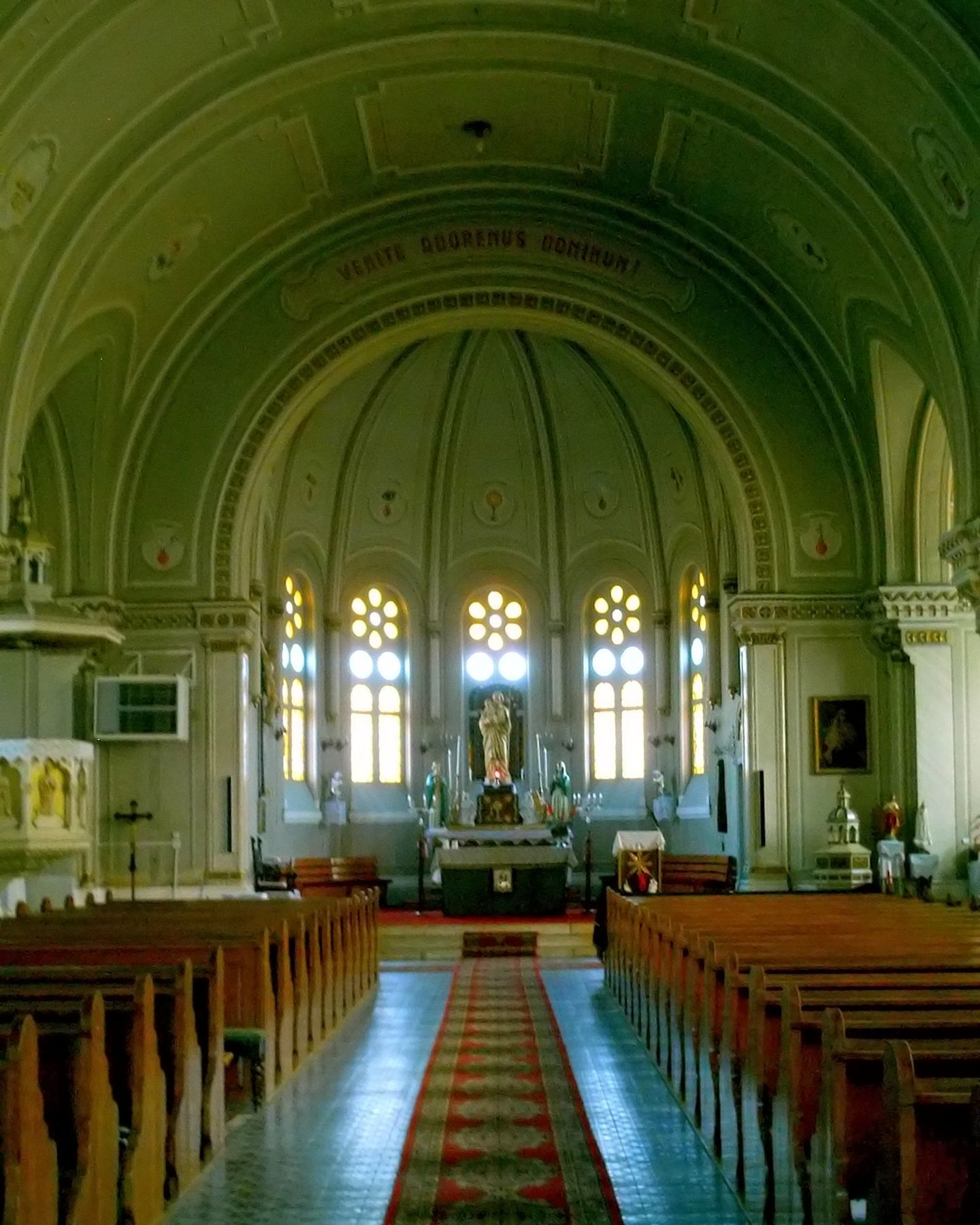
Der Innenraum der Biserica Parohială „Sfântul Josif“

Die Kirche des Heiligen Josef (rumänisch Biserica Parohială „Sfântul Josif“) ist eine römisch-katholische Kirche im VI. Bezirk Fratelia der westrumänischen Stadt Timișoara (deutsch Temeswar).

## Geschichte
Die aus ungarischen und deutschen Gläubigen bestehende römisch-katholische Kirchengemeinde wurde 1932 gegründet. Die Pfarrkirche wurde zwischen 1926 und 1928 unter der Leitung des Salvatorianerpaters Angelicus Bugiel nach Plänen des Architekten Maka Elemér gebaut. Der Grundstein wurde 1926 in Anwesenheit des Generalvikars Stephan Fiedler, dem späteren römisch-katholischen Bischof von Oradea und Satu Mare gelegt, und am 6. Juli 1930 fand die Kirchweihe durch Bischof Augustin Pacha statt.

## Beschreibung
Die im gotischen Stil errichtete Kirche des Heiligen Josef an der Straßenkreuzung  Strada Ana Ipătescu, Strada Victor Hugo und Strada Chișodei befindet sich in dem ehemaligen Stadtteil Fratelia A. In dem ehemaligen Bezirk Fratelia B wurde 1928 noch eine weitere römisch-katholische Kirche, die Kirche Mariä Himmelfahrt, errichtet.
Die Kirche hat eine Länge von 43 Metern und eine Breite von 13 Metern, die Turmhöhe beträgt 34 Meter. Die Glocken wurden im Jahre 1930 von der Firma Novotny in Timișoara gegossen. Die Turmuhr ist eine Spende der Freiburger Caritas aus dem Jahre 1977. Vor dem Eingangsportal befindet sich ein Kreuz.
Der Hauptaltar im Kircheninneren ist mit einer hölzernen Statue des heiligen Josef, dem Patron der Kirche, geschmückt. Die Fenster mit ihren romanischen Bögen sind im weißen und gelben Glas gehalten.
1970 wurde die Kirche sowohl innen und außen restauriert, die Malereien stammen von dem Künstler Jacob Hahn Senior. 1978 wurde der Kirchenraum nach den Bestimmungen des Zweiten Vatikanischen Konzils umgestaltet.
Die Heilige Messe wird in ungarischer, deutscher und rumänischer Sprache abgehalten.

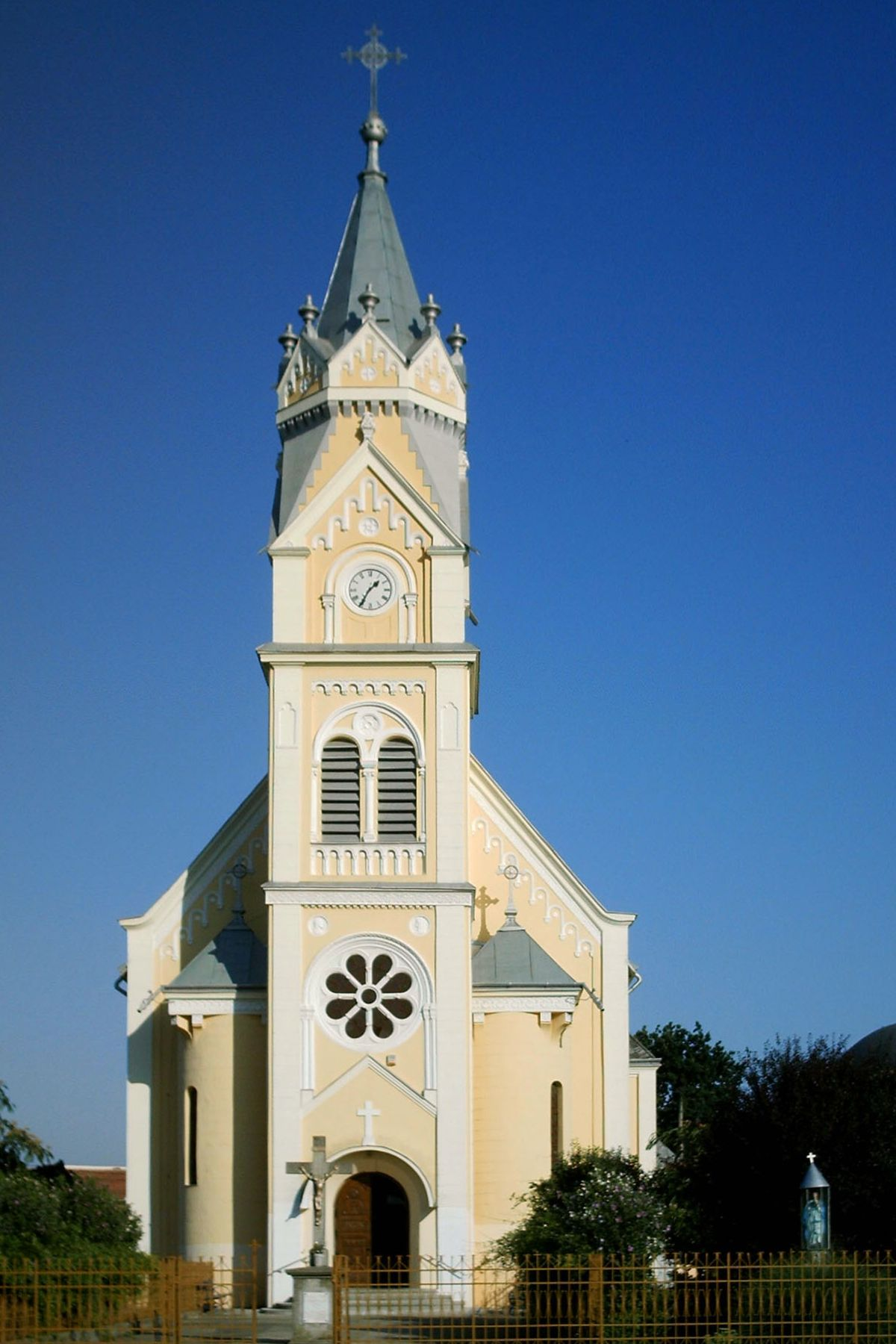
Frontansicht
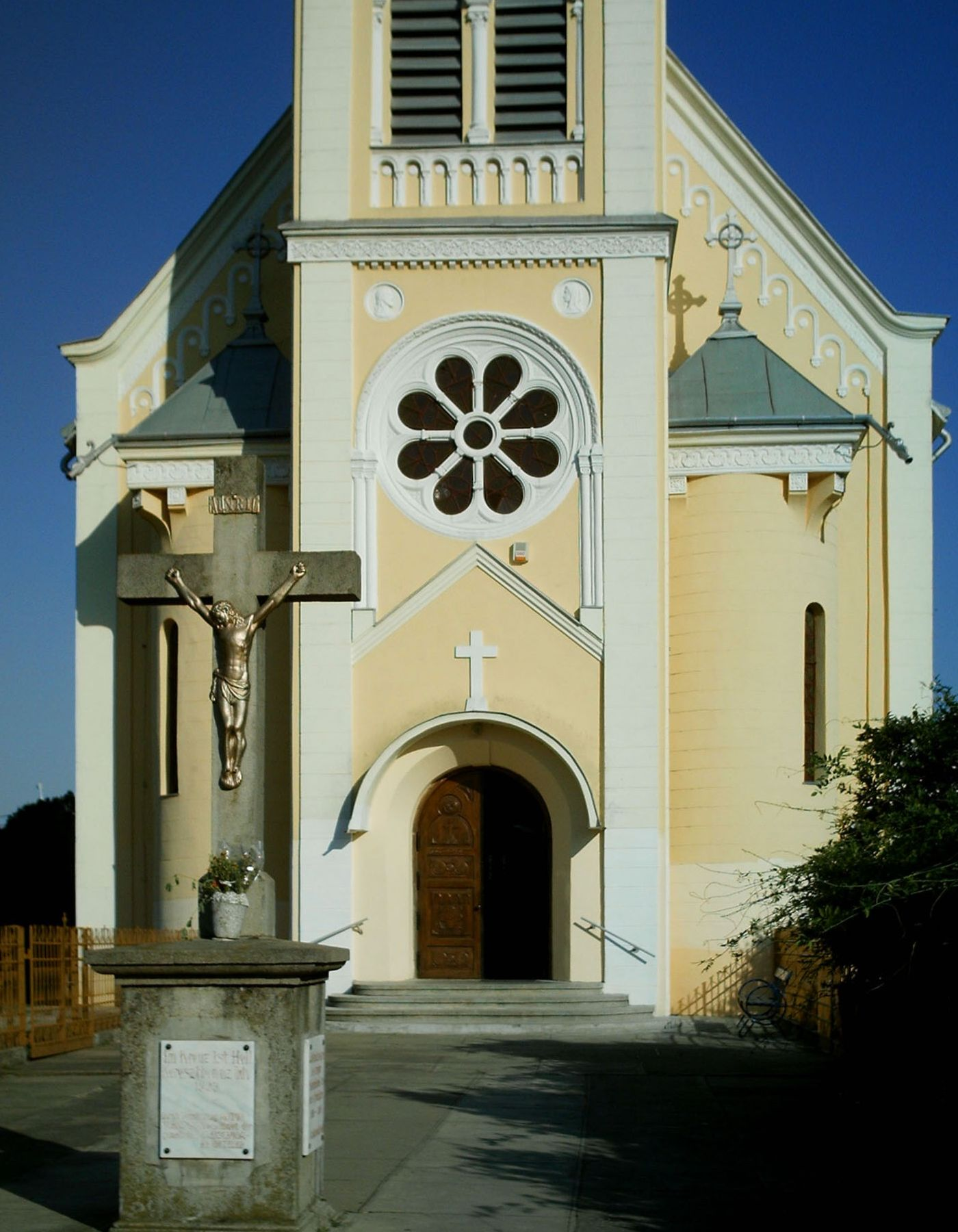
Eingang mit Kreuz
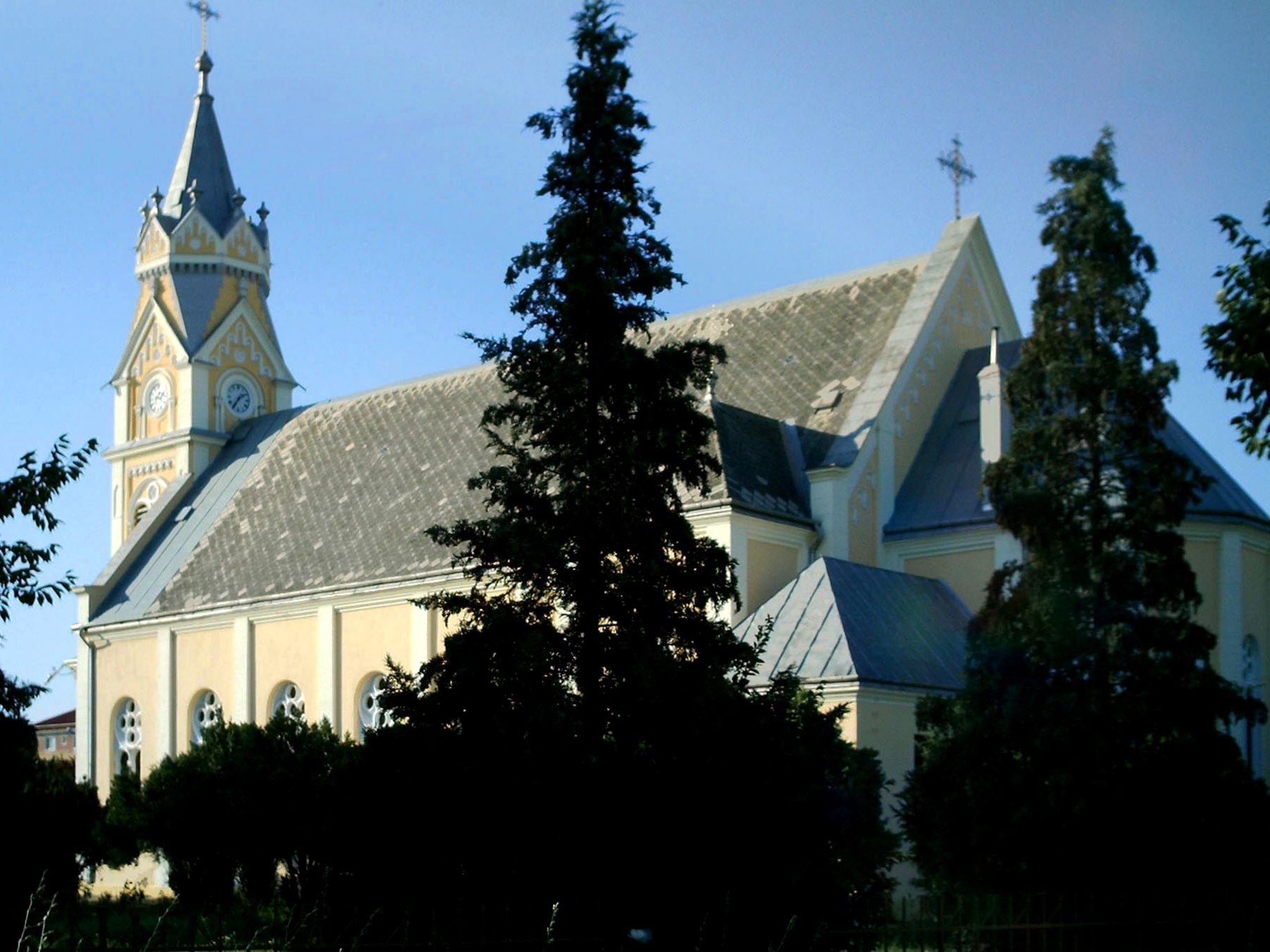
Rückansicht
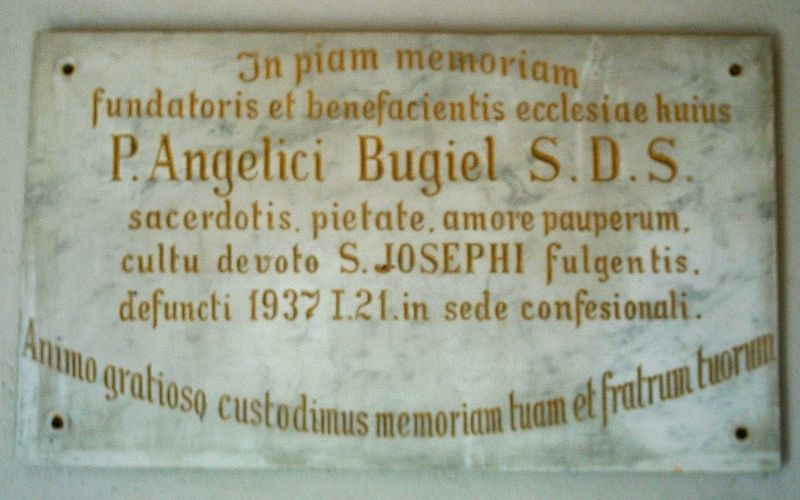
Gedenktafel für Pater Angelicus Bugiel

### Orgel
Für einige Jahrzehnte wurde ein Harmonium zur Begleitung des Kirchengesangs verwendet. Um 1974 wurde eine gebrauchte Orgel aus Deutschland importiert, die ursprünglich aus der Werkstatt des Orgelbauers Gustav Weiß aus Zellingen stammte. Die neue Orgel wurde am 9. Dezember 1995 geweiht. Die 17 Register verteilen sich auf 2 Manuale und Pedal. Die Disposition ist wie folgt:
| I Manual  |       |
| Principal | 8′    |
| Rohrflöte | 8′    |
| Oktave    | 4′    |
| Gemshorn  | 4′    |
| Nachthorn | 2′    |
| Mixtur IV | 1 ⁄3′ |

| II Manual       |       |
| Gedeckt         | 8′    |
| Zart-Geige      | 8′    |
| Sing. Prinzipal | 4′    |
| Blockflöte      | 4′    |
| Nasat           | 2 ⁄3′ |
| Oktav           | 2′    |
| Scharf III      | 1′    |

| Pedal      |     |
| Zartbass   | 16′ |
| Subbass    | 16′ |
| Oktavbass  | 8′  |
| Choralbass | 4′  |